# Elisabeth av Sachsen
Elisabeth av Sachsen, född 4 februari 1830 i Dresden, död 14 augusti 1912 i Stresa var dotter till kung Johan I av Sachsen och Amalia Augusta av Bayern. Hon var kusin till bland andra Maximilian II av Bayern, Josefina av Leuchtenberg och Frans Josef I av Österrike.

## Biografi
Elisabeth gifte sig första gången i Dresden 1850 med Ferdinand, hertig av Genua (1822–1855), en yngre bror till Viktor Emanuel II av Italien. Äktenskapet, som var arrangerat, blev alltmer olyckligt. Honf gifte sig andra gången 1856 i hemlighet med sin hovmarskalk markis Niccolò Rapallo (1825–1882). Då nyheten om detta trots allt nådde hennes svåger Viktor Emanuel II av Italien, utvisade han paret omedelbart och förbjöd Elisabeth all vidare kontakt med sina barn. Detta ändrades dock efter några år, och familjerna försonades.
1868 giftes hennes dotter Margherita bort med sin kusin, den blivande Umberto I av Italien.
Markis Rapallo dog 1882 (enligt vissa källor av självmord[källa behövs]), och de sista åren bodde prinsessan Elisabeth i en villa i Stresa vid Lago Maggiore.

## Barn
- Margherita av Savojen Maria Teresa Giovanna (1851–1926); gift med sin kusin Umberto I av Italien (1844–1900)
- Tommaso, hertig av Genua (1854–1931); gift med Isabella av Bayern (1863–1924)